# Communauté de communes Ubaye Serre-Ponçon
La communauté de communes Ubaye Serre-Ponçon est une ancienne communauté de communes française, située dans le département des Alpes-de-Haute-Provence en région Provence-Alpes-Côte d'Azur.
La communauté de communes fusionnent en 2017 pour former la Communauté de communes Vallée de l'Ubaye Serre-Ponçon

## Historique
Le schéma départemental de coopération intercommunale des Alpes-de-Haute-Provence de 2011 proposait la fusion avec la communauté de communes du Pays de Seyne. Un amendement demandant le statu quo a été déposé et adopté : Ubaye Serre-Ponçon reste en l'état.
La loi no 2015-991 du 7 août 2015 portant nouvelle organisation territoriale de la République, dite « loi NOTRe », impose aux établissements publics de coopération intercommunale à fiscalité propre une population supérieure à 15 000 habitants, avec des dérogations, sans pour autant descendre en-dessous de 5 000 habitants. La communauté de communes Ubaye Serre-Ponçon comptait 698 habitants en 2012 ; elle ne peut pas se maintenir. Le SDCI de 2015 proposait une fusion avec la communauté de communes Vallée de l'Ubaye ; cette fusion permettrait le renforcement de l'identité touristique.
Adopté le 25 mars 2016, le SDCI confirme cette fusion ; le pôle Ubaye sera composé des CC Ubaye Serre-Ponçon + Vallée de l'Ubaye (moins Pontis, qui rejoint la communauté de communes autour du Lac de Serre-Ponçon dont le siège est situé dans les Hautes-Alpes).

## Territoire communautaire

### Géographie
La communauté de communes Ubaye Serre-Ponçon est située au nord du département des Alpes-de-Haute-Provence, dans l'arrondissement de Barcelonnette. Elle fait partie du Pays Serre-Ponçon Ubaye Durance (SUD).

### Composition
La communauté de communes contenait les communes de La Bréole et Saint-Vincent-les-Forts.

### Démographie
| 1968 | 1975 | 1982 | 1990 | 1999 | 2008 | 2013 |
| ---- | ---- | ---- | ---- | ---- | ---- | ---- |
| 471  | 420  | 447  | 447  | 528  | 610  | 693  |

## Administration

### Siège
Le siège de la communauté de communes est situé à La Bréole.

### Présidence
| Période    | Période  | Identité          | Étiquette | Qualité                                  |
| ---------- | -------- | ----------------- | --------- | ---------------------------------------- |
| 2001       |          | Maryse Michel     |           | Maire de Saint-Vincent-les-Forts         |
|            |          | Laurent Pascal    |           | Maire de La Bréole                       |
|            |          | Roger Masse       |           | Maire de La Bréole                       |
|            |          | Francis Michel    |           | Démissionnaire                           |
|            |          | Michel Martin     |           |                                          |
|            |          | Roger Masse       |           | Maire de La Bréole                       |
|            | 2014     | Jean-Louis Michel |           |                                          |
| avril 2014 | En cours | Guy Barneaud      |           | Agriculteur et employé, élu de La Bréole |

### Compétences
La communauté de communes exerce les compétences suivantes :
- développement économique ;
- aménagement de l'espace ;
- environnement et cadre de vie ;
- voirie ;
- développement et aménagement social et culturel ;
- tourisme ;
- logement et habitat.

### Régime fiscal et budget
La communauté de communes applique la fiscalité additionnelle, sans fiscalité professionnelle de zone.
- Total des produits de fonctionnement : 1 476 000 €uros, soit 2 388 €uros par habitant
- Total des ressources d’investissement : 403 000 €uros, soit 652 €uros par habitant
- Endettement : 854 000 €uros, soit 1 382 €uros par habitant[7].

### Sources
- Site sur la population et les limites administratives de la France
- Base nationale sur l'intercommunalité